# Липидни статус
Липидни статус, липидни панел или профил липопротеина један је од тестова крви који мери ниво различитих врста масти (молекула липида) у пацијентовој крви. Многи га једноставно називају тестом холестерола, јер мери укупни холестерол и два типа холестерола појединачно; али такође мери и триглицериде. Липидни панел се често наручује као део рутинске анализе крви који се спроводи током годишњег физичког прегледа да би се открио ризик од кардиоваскуларних проблема, али се може урадити и у другим стањима ако пацијентов здравствени радник посумња на одређене болести. Такође прећењем новао укупног холестерола, ЛДЛ, ХДЛ и триглицерида обично се може прилично добро управљати модификацијом животног стила и/или лековима како би се значајно смањио ризик од срчаног и можданог удара.

## Начин извођења
Профил липидног панела или профил липопротеина "наташте" или "на гладно", захтева од пацијената да пости пре теста, који обично значи не једење, пијење одређених пића и узимање лекова 9 до 12 сати пре теста холестерола. 
Током теста, здравствени радник узима узорак пацијентове крви. Ако су потребни додатни тестови крви, обично се узимају сви узорци одједном. Нелагодност при узимању крви је обично мала, јер се ради о минимално инвазивној дијагностичкој методи
Након узимања узорка крви, она се анализира у лабораторији, у којој се мери ниво ХДЛ холестерола, ЛДЛ холестерола и триглицерида . 
Напомена: Ако болесник не пости пре етста, његова крв ће моћи да се користе само за одређивање вредности укупног холестерола и ХДЛ холестерола. 
Након обављеног тста извештај о тесту ће показати тренутни ниво холестерола у милиграмима по децилитру крви (мг/дЛ).

## Индикације
Према садашњим смернице Америчког удружења за срце, препоручују да свако ко је старији од 20 година треба да уради липидни панел илки тест холестерола барем једном у четири до шест година, али неки планови здравственог осигурања могу платити преглед липида чешће од тога. 
Такође ако пацијент у анамнези наводи да има блиског рођака - као што је родитељ, тетка, ујак или сестра - код којих је рано у животу дијагностикован високим холестеролом, као и у условима фамилијарне хиперхолестеролемије, таквом пацијенту се саветује да започне праћење нивоа холестерола прије него што дође до појаве компликација.
Иако ове смјернице указују на то да требате провјерити свој холестерол барем једном на сваких четири до шест година, већина здравствених радника обично ће проверавати ниво холестерола приликом годишњег прегледа - посебно ако пцијент има друге услове који бига могли довести у ризик за развој кардиоваскуларних болести.

## Сврха теста
Висок ниво масти и холестерола има тенденцију да се ове супстанце накупљају у артеријама, повећавајући ризик од можданог удара, срчаног удара и васкуларних болести. Липидни панел пружа извештај о приближном нивоу масти у пацијентовој крви, што је у снажној корелацији са ризиком од болести у стањем у артеријама. Постоји неколико типова масти који се могу мерити липидним панелом:
- Укупни холестерол
- Липопротеини ниске густине ( ЛДЛ ).[4][5]
- Липопротеини високе густине ( ХДЛ ).[6]
- Триглицериди.[7]

Липидни панел се може користити и за процену ризика од болести или за помоћ у одређивању вероватноће артеријске болести (иако тест не може да дијагностикује забринутост, високи нивои холестерола и масти указују на то).

## Тумачење резултата
Висок ниво укупног холестерола, ЛДЛ и триглицерида и низак ниво ХДЛ су снажно повезани са повећаним ризиком од развоја атеросклерозе, што доводи до срчаног удара, можданог удара и болести периферних крвних судова. Постоје неки знаци упозорења ових стања, као што је ангина (бол у грудима), која се може јавити пре срчаног удара, или пролазни исхемијски напад (ТИА), који се може јавити пре можданог удара. Ако је пацијент имао знаке васкуларних болести, као што су слаб пулс, смањени осећаји у ногама или хладни доњи удови, лекар ће вероватно наручити липидни панел. 
Ако пацијент има знаке затајења јетре, као што су абнормални тестови функције јетре, оток трбуха (абдомена) или жута боја коже или очи, здравствени радник ће проверити и нивое холестерола помоћу липидног панела, јер болест јетре може утицати на ниво холестерола и липида у крви. Слично томе, ако пацијент болује од шећерне болести (дијабетеса), нежељено повећање или губитак тежине, или гастроинтестиналну болест, здравствени радник ће захтевати од пацијента да уради липидни панел као део дијагностичког прегледа.
Да би се одредио кардиоваскуларни ризик пацијенат, лекар ће узети у обзир резултате теста холестерола у контексту пацијентових година, пола и породичне историје. 
Други фактори ризика, као што су пушење, дијабетес и висок крвни притисак, такође ће бити узети у обзир. Ако ризик остаје неизвестан, а опције лечења су нејасне, здравствени радник може узети у обзир друге факторе и/или затражити мерење калцијума у коронарној артерији (ЦАЦ)  како би се стекао бољи увид у пацијентов ризик и омогућило доношење одговарајуће одлуке о евентуалном лечењу.
|                   | Циљна вредност                                                   | Низак ниво     | Гранично висок ниво | Висок ниво      |
| ----------------- | ---------------------------------------------------------------- | -------------- | ------------------- | --------------- |
| Укупни холестерол | испод 200 мг/дЛ                                                  | Испод 40 мг/дЛ | 200 до 239 мг/дЛ    | 240 мг/дл       |
| ХДЛ холестерол    | преко 60 мг/дЛ                                                   | испод 40 мг/дЛ |                     |                 |
| ЛДЛ холестерол    | испод 100 мг/дЛ (100 до 129 мг/дЛ је нормално, али није идеално) | испод 50 мг/дЛ | 130 до 159 мг/дЛ    | изнад 160 мг/дл |
| Триглицериди      | испод 150 мг/дЛ                                                  | испод 50 мг/дЛ | 150 до 199 мг/дЛ    | изнад 200 мг/дЛ |

Високи нивои укупног холестерола, ЛДЛ и триглицерида и низак ниво ХДЛ холестерола су снажно повезани са повећаним ризиком од развоја кардиоваскуларних болести.
Низак ниво укупног холестерола, ЛДЛ-а и триглицерида није уобичајен, а то указује да је пацијент у опасности од тешке потхрањености, често као резултат стања као што су малапсорпција или анорексија нервоза.